# George Terwilliger
George Terwilliger est un réalisateur et scénariste américain, né le 27 février 1882 à New York (État de New York) et mort le 12 décembre 1970 à Hialeah (Floride).

## Filmographie

### Comme réalisateur
- 1912 : The Burglar's Reformation (+ acteur)
- 1913 : A Thief in the Night
- 1913 : In the Toils
- 1914 : The Daughters of Men
- 1914 : The Gamblers
- 1914 : When Conscience Calls
- 1914 : The Changeling
- 1915 : The Shanghaied Baby
- 1915 : The Regenerating Love
- 1915 : His Soul Mate
- 1915 : The Rainy Day
- 1915 : The Human Investment
- 1915 : The Hermit of Bird Island
- 1915 : The Cipher Key
- 1915 : A Romance of the Navy
- 1915 : Just Retribution
- 1915 : The Insurrection
- 1915 : Destiny's Skein
- 1915 : The Ringtailed Rhinoceros
- 1915 : The Second Shot
- 1915 : A Heart Awakened
- 1915 : The Last Rebel
- 1915 : The Telegrapher's Peril
- 1915 : The Man of God
- 1915 : The Urchin
- 1915 : The Nation's Peril
- 1916 : Perils of Our Girl Reporters
- 1916 : The City of Failing Light
- 1916 : Race Suicide
- 1916 : The Last Shot
- 1916 : The Greater Wrong
- 1916 : The Lash of Destiny
- 1917 : Taking Chances
- 1917 : The Smite of Conscience
- 1917 : The Schemers
- 1917 : Outwitted
- 1917 : Misjudged
- 1917 : The Meeting
- 1917 : A Long Lane
- 1917 : The Jade Necklace
- 1917 : The Black Door
- 1917 : Birds of Prey
- 1917 : Ace High
- 1917 : The White Trail
- 1917 : Many a Slip
- 1917 : Her Good Name
- 1917 : The Counterfeiters
- 1917 : Kidnapped
- 1919 : Fighting Mad
- 1919 : Winning His Wife
- 1919 : Tom's Little Star
- 1919 : An Honorable Cad
- 1919 : The Mite of Love
- 1919 : The Price Woman Pays
- 1919 : Romeo's Dad
- 1919 : The Mad Woman
- 1919 : The Inner Ring
- 1919 : The Madonna of the Slums
- 1919 : A Star Over Night
- 1919 : His Woman
- 1919 : She's Everywhere
- 1920 : Slaves of Pride
- 1920 : The Sporting Duchess
- 1920 : Dollars and the Woman
- 1920 : The Fatal Hour
- 1920 :  The Misleading Lady
- 1921 : Little Italy
- 1922 : Roxelane (Bride's Play)
- 1922 : What Fools Men Are
- 1923 : Wife in Name Only
- 1925 : Daughters Who Pay
- 1926 : Married?
- 1926 : The Highbinders
- 1926 : The Big Show
- 1936 : Ouanga (+ producteur)

### comme scénariste
- 1915 : Destiny's Skein
- 1911 : When a Man Loves
- 1911 : The Beautiful Voice
- 1911 : The Courting of Mary
- 1911 : Le Petit Chaperon rouge
- 1912 : The Burglar's Reformation
- 1912 : His Love of Children
- 1912 : The District Attorney's Conscience
- 1913 : Keeping Up Appearances
- 1913 : When John Brought Home His Wife
- 1913 : A Prisoner of Cabanas
- 1913 : A Thief in the Night
- 1916 : Race Suicide
- 1929 : After the Fog
- 1936 : Ouanga